# Crujiente
En gastronomía, crujiente se refiere a un alimento cuya textura en boca es seca, dura y frágil, tanto al masticarlo como al manipularlo. Los alimentos deshidratados, verduras frescas o las frituras son generalmente crujientes. Diversos estudios han evidenciado que la sensación crujiente en alimentos es placentera para el ser humano.
En el lenguaje culinario se diferencia crujiente de crocante, que se refiere a los alimentos con mayor cantidad de agua pero que aun así son crujientes, como una manzana o una zanahoria. En el lenguaje común, sin embargo, no es tan común este segundo término, y se ve más frecuentemente en el inglés (crispy vs crunchy, respectivamente) o en el francés (croustillant vs croquant, respectivamente).
Los alimentos crujientes emiten un característico sonido deseado por el gusto humano, y de hecho en las mismas palabras crujir, crunch, crisp... etc. se puede ver el carácter onomatopéyico de las mismas.

## Variables

### Crispy
Dicho del sólido comestible que cede fácilmente a la menor presión de los molares rompiéndose en pequeños copos. Se disuelve fácilmente con la saliva.
"Crispy foods are thin, fragile, and readily shatter into small flakes when chewed or handled, such as potato chips. They break apart under the slightest pressure or pulling force, and may quickly dissolve in saliva."

### Crunchy
Dicho del sólido comestible que cede al masticarlo con fuerza en pequeñas porciones y producen un sonido que le da nombre. Cuesta disolverse con la saliva y forma una pasta.
"Crunchy foods are ones that shatter when chewed with such force as to cause them to do so. They break into fragments that are visually similar to small stones as opposed to flakes. They are called "crunchy" because of the noise made when chewing them; the breaking is clearly audible, and the jaw action usually quite visible. Hard pretzel bits are an example, so are some dried nut meats. These foods don't immediately dissolve in saliva, unless retained in the mouth and chewed long enough to form a paste."

## Respostería

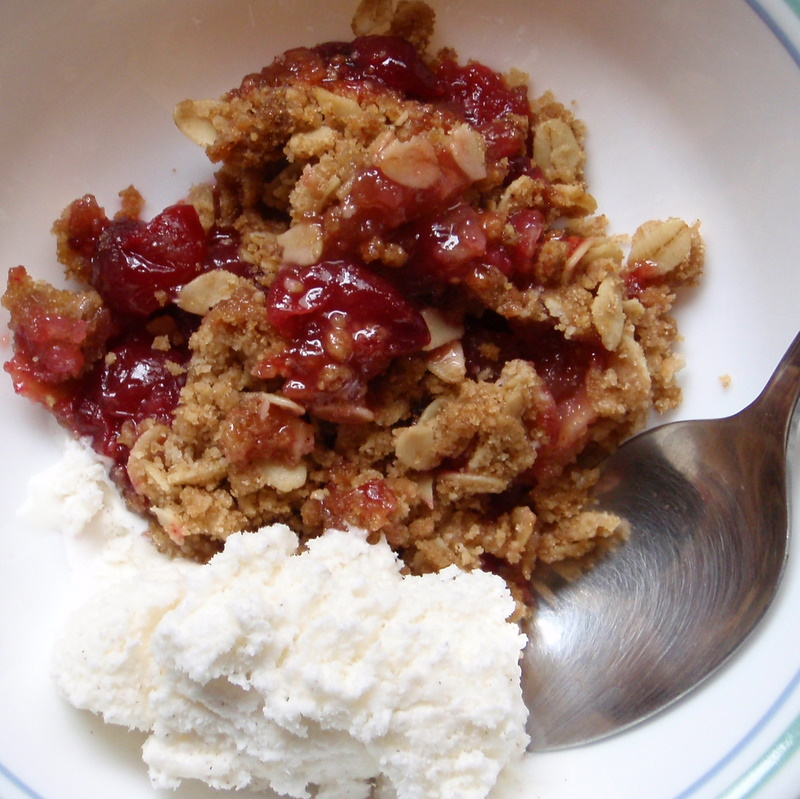
Crujiente de manzana, pera y mora con helado de vainilla.

En repostería en cambio, un crujiente es un tipo de postre, consistente habitualmente en un tipo de fruta horneado con una cobertura crujiente (de aquí su nombre). La cobertura suele consistir en mantequilla, harina, avena, azúcar moreno y normalmente especias como canela y nuez moscada. El crujiente más familiar es el crujiente de manzana, pero existen variantes con muchas otras frutas, como cereza, pera, melocotón, arándano, etcétera. No sólo existen crujientes dulces, hoy en día se pueden hacer crujientes de casi cualquier cosa, incluyendo alimentos salados como el jamón, simplemente con un horneado a no muy alta temperatura.